# 938 Chlosinde
938 Chlosinde је астероид главног астероидног појаса. Приближан пречник астероида је 26,79 , 
а средња удаљеност астероида од Сунца износи 3,149 астрономских јединица (АЈ). 
Инклинација (нагиб) орбите у односу на раван еклиптике је 2,669 степени, а орбитални период износи 2041,902 дана (5,590 година). Ексцентрицитет орбите астероида износи 0,194. 
Апсолутна магнитуда астероида износи 10,80 а геометријски албедо 0,117.
Астероид је откривен 9. септембра 1920. године.